# 諾曼鎮區 (密蘇里州登特縣)
諾曼鎮區（英語：Norman Township）是位於美國密蘇里州登特縣的一個行政鎮區。

## 地方資料
諾曼鎮區的面積為94.14平方千米，當中陸地面積為93.58平方千米，而水域面積為0.56平方千米。根據2020年美國人口普查的數據，當地共有人口595人，而人口密度為每平方千米6.32人。